# David Emong
David Emong (10 de septiembre de 1990) es un deportista ugandés que compite en atletismo adaptado. Ganó dos medallas en los Juegos Paralímpicos, plata en Río de Janeiro 2016 y bronce en Tokio 2020.

## Palmarés internacional
| Juegos Paralímpicos | Juegos Paralímpicos     | Juegos Paralímpicos | Juegos Paralímpicos |
| Año                 | Lugar                   | Medalla             | Prueba              |
| ------------------- | ----------------------- | ------------------- | ------------------- |
| 2016                | Río de Janeiro (Brasil) | Medalla de plata    | 1500 m T46          |
| 2020                | Tokio (Japón)           | Medalla de bronce   | 1500 m T46          |